# Cezieni
Cezieni là một xã thuộc hạt Olt, România. Dân số thời điểm năm 2002 là 2231 người.